# Nokia 5630 XpressMusic
Nokia 5630 XpressMusic este un smartphone Nokia care face parte din seria XpressMusic. Există trei versiuni de culoare roșu pe negru, albastru pe gri și crom pe gri.
Receptorul este amplasat central lângă camera secundară VGA pentru apeluri video și senzorul de lumină ambientală.
Ecranul are diagonala de 2.2 inchi și poate afișa până la 16 milioane de culori. Sub ecran pe fiecare parte a D-pad-ul sunt trei zone de taste, meniu și butoanele de răspundere și respingere apel / butonul de pornire. 
Partea de sus găzduiește mufa audio de 3.5 mm și portul microUSB. 
În partea stângă sunt controalele standard din gama XpressMusic cu tastele de muzică piesa precedentă, redare/pauză și piesa următoare.
În partea dreaptă se află rocker-ul de volumul, tasta de fotografiere și slotul de card microSD. 
Camera are 3.2 megapixeli cu bliț dublu LED, zoom digital 4x cu o caracteristică denumită EDoF (Adâncime extinsă a câmpului). Captura video se realizează la rezoluția de 640 x 480 pixeli și 15 de cadre pe secundă. Camera frontală este VGA.
Smartphone-ul are un procesor ARM 11 tactat la 600 MHz.
5630 XpressMusic susține formatele audio MP3, WMA, AAC și are un tuner radio FM.
Comenzile rapide pentru Facebook, MySpace și Hi5 se află în meniul internet, împreună cu opțiuni pentru a partaja fișiere prin intermediul YouTube și Ovi Share. Se poate conecta la Internet prin 3G (HSDPA 10.2 Mbit/s) sau prin Wi-Fi. Browser-ul Symbian nu poate reda conținut general Flash, dar clipurile de pe YouTube sunt acceptate.
Opțiunile de transfer de date sunt USB 2.0 și Bluetooth 2.0 cu A2DP, suport HSDPA, HSUPA și Wi-Fi 802.11 b/g.
Încărcătorul este de înaltă eficiență Nokia AC-10 care se oprește singur când dispozitivul este încărcat complet pentru a salva pe energie.
Conform Nokia bateria permite în modul de convorbire GSM până la 6.7 ore, în modul WCDMA 4 ore și în stand-by 350 de ore.